# Jack Attack
Jack Attack is een videospel voor de Commodore 64 en de Commodore 16 en Commodore Plus/4. Het spel werd in 1983 door Commodore uitgebracht. Het doel van elk level is acht draaiende hoofden te vernietigen. Dit kan door er op te springen of er blokken op te duwen. Het spel bevat 64 levels. Het spel begint vrij simpel, maar bij hogere levels komen er ook platforms en water in het spel. Het water is voor de speler, maar niet voor de tegenstanders.

## Ontvangst
| Beoordeeld door | platform            | jaar | Score |
| --------------- | ------------------- | ---- | ----- |
| Commodore User  | Commodore 16 Plus/4 | 1985 | 60%   |
| Zzap!           | Commodore 64        | 1985 | 58%   |